# 기독교 좌파

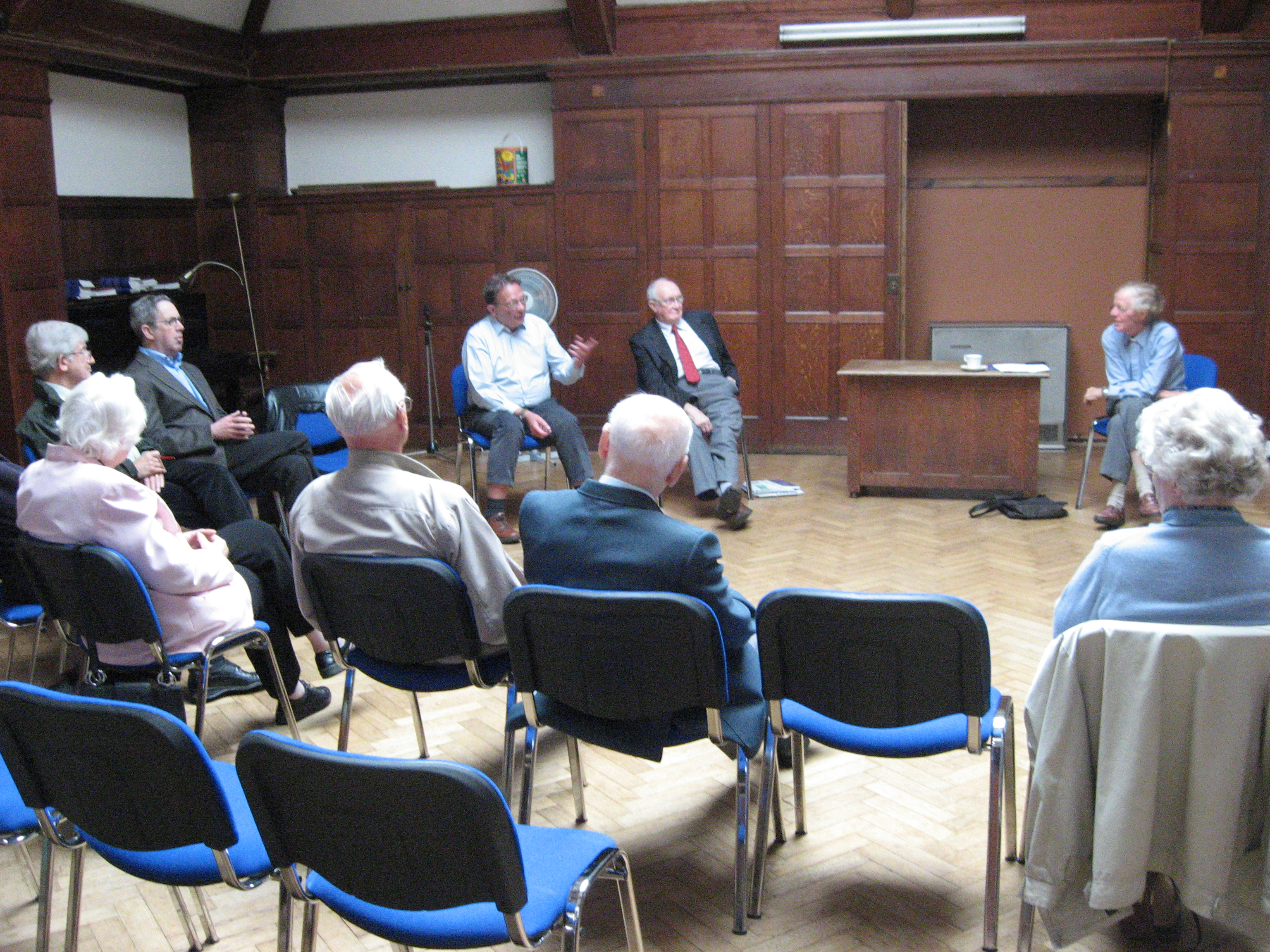

기독교 좌파(Christian Left)는 기독교적 종교 이념에, 사회주의적, 진보주의적 색깔을 가미한 기독교사상을 말한다. 기독교 우파와의 차이점은 세속주의를 기본으로 하며, 기독교적 전통과 문화를 중시하되, 복지지향적이라는 것이다.
미국이나 대한민국에서는 기독교주의는 1920년대부터 사회주의, 공산주의와 기독교계의 갈등을 겪으면서 반 사회주의, 반 공산주의 성향 즉, 보수주의 이념으로 간주되는 경우가 많기에 기독교 좌파는 극히 드물고, 주로 남미 쪽에 많다.

## 세계 각국의 기독교 좌파

### 이탈리아의 기독교 좌파
구 기민당의 분파 중 하나가 기독교 좌파였으며, 후계정당인 이탈리아 민주당의 주 이념 중 하나가 기독교 좌파이다.

### 남미의 기독교 좌파
남미의 문화적 특성상, 기독교는 남미 각국의 전통문화이자, 서민과 친숙한 종교이기 때문에 타 국가들에 비해 기독교 좌파가 많으며, 그 스펙트럼도 다양하다.
남미의 기독교 좌파들은 산디니스타 민족해방전선과도 같이 주로 사회민주주의적인 색깔을 내포하는 경우가 대다수이나, 우고 차베스같이 반미주의와 민주사회주의를 내포하는 사람들도 많다.

#### 베네수엘라의 기독교 좌파
베네수엘라의 경우는 우고 차베스 집권 이후, 서민친화적인 차베스 정권을 옹호하는 기독교 좌파와 차베스 정권을 독재적이라고 부정, 비판하는 기독교 우파로 크게 나뉘어, 베네수엘라의 기독교계가 크게 분열되었다.

#### 기타 남미 국가의 기독교 좌파
칠레의 기민당이 기독교민주주의를 이념으로 내거는 대표적인 좌파 정당으로 알려져 있다. 브라질의 가장 큰 정당인 노동자당도 일부 분파에 기독교 좌파가 포함되어있다. 코스타리카의 좌파 정당들은 기독교 좌파를 공식적으로 이념으로 걸기도 한다.

### 한국에서의 기독교 좌파
6월 민주항쟁을 이끈 함세웅 신부와 작가 권정생이 대표적인 기독교 좌파로 분류된다. 한국에서의 기독교 좌파는 주로 가톨릭교, 성공회, 한국기독교장로회에 많이 분포하고 있는 경향을 보인다.

## 같이 보기
- 기독교 민주주의
- 기독교 우파
- 기독교 사회주의